# Rogier II van Foix
Rogier II van Foix (overleden in 1124) was van 1064 tot aan zijn dood graaf van Foix en van 1071 tot aan zijn dood graaf van Couserans. Hij behoorde tot het huis Foix.

## Erfopvolging en het erfgeval Carcassonne
Rogier II was de zoon van graaf Peter Bernard van Couserans en diens echtgenote Letgarde. Na de dood van zijn oom Rogier I in 1064 erfde hij het graafschap Foix, hoewel zijn vader toen nog leefde. Over het bewind van zijn vader is weinig of niets bekend en het is mogelijk dat Rogier onder zijn vader medegraaf was van Couserans. In ieder geval erfde hij na de dood van zijn vader in 1071 eveneens het graafschap Couserans.
In 1067 stierf graaf Rogier III van Carcassonne, een achterneef van Rogier II. Dit betekende een groot verlies aan macht aan invloed voor Rogier II. Dit kwam omdat de erfgename van Rogier III, diens zus Ermengarde, op 6 september 1067 Carcassonne verkocht aan graaf Raymond Berengarius I van Barcelona. Rogier was militair niet sterk genoeg om met Raymond Berengarius I over de erfrechten van Carcassonne te strijden en had ook geen noemenswaardige bondgenoten die bereid waren om in een eventuele oorlog toe te treden.
Door het handelen van Ermengarde bevond het graafschap Foix die nu tussen twee belangrijke staten: het graafschap Toulouse en het graafschap Barcelona. Deze twee graafschappen zouden de politieke geschiedenis in de Languedoc gedurende de volledige 12e eeuw bepalen, waardoor de graven van Foix uit eigen machtsbehoud gedwongen waren om tussen beide grootmachten te laveren. 

## De Eerste Kruistocht
Toen paus Urbanus II in 1095 opriep tot een kruistocht om het door de Arabieren bezette Palestina te bevrijden, was Rogier II bereid om op kruistocht te gaan. Opdat de adel zonder problemen het graafschap Foix zou kunnen besturen in Rogiers afwezigheid, sloot hij een akkoord met Ermengarde van Carcassonne. Hierbij liet Rogier II zijn aanspraken op het graafschap Carcassonne vallen en verpandde hij haar enkele burchten om zijn kruistocht te kunnen financieren. Hij was zelfs bereid om Ermengardes nakomelingen, het huis Trencavel, tot erfgenamen van het graafschap Foix te benoemen indien hij zonder mannelijke nakomelingen zou sterven.
Op 25 augustus 1096 vertrok een leger van Occitaanse ridders onder leiding van graaf Raymond IV van Toulouse richting Palestina. Rogier II bleef echter in Foix en verbrak zo zijn eed om op kruistocht te gaan. Dit leverde hem een excommunicatie van paus Urbanus II op, die door diens opvolger Paschalis II herbevestigd werd. Hij werd van zijn excommunicatie ontheven toen hij deelnam aan de Kruisvaart van 1101. Tijdens deze kruistocht nam hij deel aan de Slag bij Ramla en aan het Beleg van Tripoli. In 1105 keerde hij terug naar zijn graafschap, waarna hij in 1106 een relikwie van de heilige Antonius van Egypte aan de abdij van Lézat-sur-Lèze schonk. 

## De laatste jaren
In zijn laatste levensjaren hield Rogier II zich bezig met de opbouw en de versterking van zijn macht. In 1111 sloot hij met de abt van Saint-Antoine de Frédélas een verdrag dat de coheerschappij tussen de graaf en de abt over de stad moest regelen. 
Rond het jaar 1120 liet hij een burcht bouwen in Saverdun, waarmee Rogier II zijn macht over de noordelijke grenzen van zijn graafschap kon stabiliseren. Die burcht moest hem beschermen tegen het graafschap Toulouse, waarmee een huis Foix een generatielang conflict had. In 1121 moest hij de abdij van Lézat-sur-Lèze aan het graafschap Toulouse afstaan. In 1123 schonk Rogier II dan weer een relikwie van de heilige Volusianus aan de abdij van Saint-Volusien de Foix.
In 1124 stierf Rogier II na een bewind van zestig jaar. Zijn zoon Rogier III volgde hem op als graaf van Foix.

## Huwelijken en nakomelingen
Eerst huwde Rogier II met ene Sicarda, wier afkomst onbekend is. Dit huwelijk bleef echter kinderloos, waarna hij in 1097 hertrouwde met Stefanie, dochter van graaf Willem II van Besalú. Ze kregen volgende kinderen:
- Rogier III (overleden in 1147), graaf van Foix
- Bernard (overleden voor 1127)
- Peter
- Raymond Rogier